# Willoughbyland
Willoughbyland was van 1650 tot 1667 een Britse kolonie aan de Zuid-Amerikaanse noordkust. De kolonie werd vernoemd naar baron Francis Willoughby, gouverneur van Barbados en kolonisator. Op 25 februari 1667, tijdens de Tweede Engels-Nederlandse Oorlog, werd de kolonie veroverd door de Zeeuwse vloot van Abraham Crijnssen en hernoemd tot Suriname. De Staten van Zeeland besloten de kolonie in eigen beheer te houden.